# W. R. Galbraith
William Robert Galbraith (7 de julio de 1829 - 5 de octubre de 1914) fue un ingeniero civil británico. Empleado por el Ferrocarril de Londres y del Suroeste como ingeniero consultor durante más de 40 años, supervisó el diseño y la construcción de casi todas las líneas nuevas de la compañía entre 1862 y su jubilación en 1907.

## Semblanza

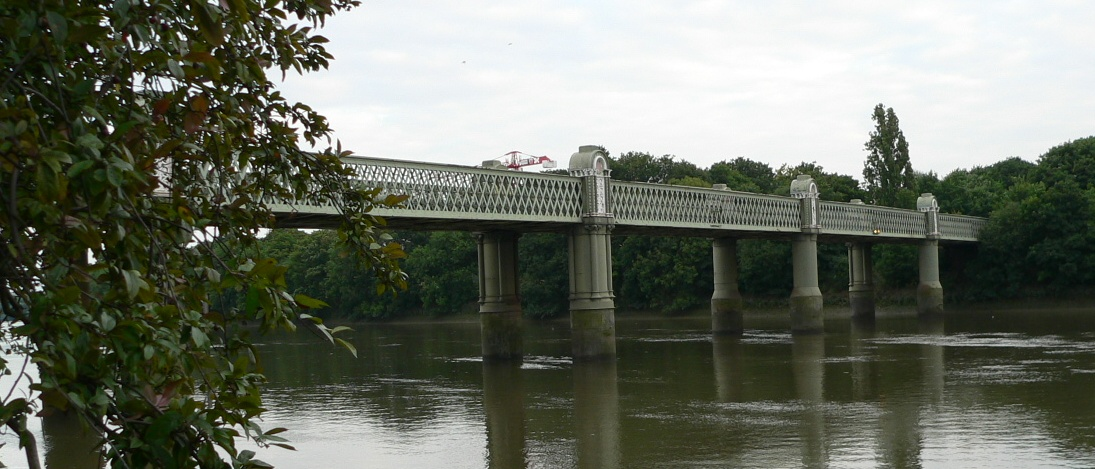
Puente ferroviario de Kew

Galbraith nació en 1855 en la localidad escocesa de Stirling, donde su padre, William Galbraith, se encargaba de los asuntos legales del condado. Se educó en la Academia de Stirling, y completó sus estudios en la Universidad de Glasgow
En 1892 formó una consultoría de ingeniería con R. F. Church, y bajo la firma Galbraith & Church, emprendieron numerosos proyectos principalmente para el Ferrocarril de Londres y del Suroeste, pero también para otras compañías, como la del Ferrocarril de Baker Street y Waterloo, que posteriormente sería conocido como la Línea de Bakerloo del Metro de Londres. En total, diseñó y supervisó la construcción de más de 14 millas (22,5 km) de los ferrocarriles subterráneos de Londres. En la década de 1890 ejerció como consultor parlamentario del Ferrocarril Británico del Norte y actuó como experto y asesor durante las audiencias parlamentarias sobre los proyectos de ingeniería de la empresa.
Falleció en 1914 en su domicilio de Londres, a los 85 años de edad.

## Realizaciones
Entre sus proyectos se pueden destacar los siguientes:
- El puente ferroviario de Kew sobre el río Támesis en Londres, construido entre 1864 y 1869 por el Ferrocarril de Londres y del Suroeste.
- Ferrocarril del Ramal de Newport Pagnell a Wolverton, del que Galbraith fue director desde 1871, siendo mencionado en la Ley del Parlamento de 1870 que autorizó la construcción de la línea como uno de los acreedores del ferrocarril.
- El viaducto de Meldon, construido en 1874 por Ferrocarril de Londres y del Suroeste a través del valle del río West Okement cerca de Okehampton, en Devon.
- El Ramal de Swanage, inaugurado en 1885.
- El viaducto ferroviario de Hockley, como parte del Ramal de Winchester Cheshill promovido por el LSWR en 1891.
- La modernización y expansión de los muelles de Southampton tras su compra por parte del LSWR en 1892.
- El Línea de Waterloo en Londres, inaugurada el 11 de julio de 1898.
- El Ferrocarril Ligero de Basingstoke y Alton, inaugurado en 1901.
- El Ferrocarril de Meon Valley, construido entre 1898 y 1903.
- La Línea de Bakerloo, construida entre 1898 y 1906.
- El viaducto ferroviario de Calstock sobre el valle de Tamar, construido entre 1904 y 1907.